# Папакин, Георгий Владимирович
Георгий Владимирович Папакин (укр. Георгій Володимирович Папакін; род. 20 мая 1953, Киев, УССР) — советский и украинский историк, архивист, доктор исторических наук, директор Института украинской археографии и источниковедения им. М. Грушевского НАНУ.

## Биография
В 1975 году закончил обучение в Государственном университете им. М. И. Лобачевского в городе Горький (теперь это Нижний Новгород), получил специальность историка и преподавателя истории и обществоведения. После этого два года проработал учителем в одном из российских средних школ Кировской области. В период 1976—1980 годов был работником Центрального государственного архива высших органов власти на Украине. Затем с 1980 года в Главном архивном управлении Украины, где с 1991 года стал руководителем отдела использования и публикации документов, а потом с 1994 года управлял отделом информации, использования НАФ и внешних связей Главного архивного управления при Кабинете Министров Украины. В том же управлении с 2006 года занимал должность начальника управления информации и международного сотрудничества.
В 1995 году в Институте украинской археографии и источниковедения НАН Украины произошла защита кандидатской диссертации по теме «Археографическая комиссия Центрального архивного управления УССР: история создания и научное написание (1928—1934)». В 2000—2008 годах был начальником отделения в управлении Государственного комитета архивов Украины. В 2005 году в Национальной библиотеке Украины им. В. И. Вернадского защитил докторскую диссертацию по теме «Частные архивы украинской родовой элиты в национальной истории второй половины XVII—XX вв. (на примере архивного наследства рода Скоропадских)». В 2008—2011 годах возглавлял отделение архивования документов в Украинском институте национальной памяти.
С 2011 года работает старшим научным сотрудником в отделении специальных областей исторической науки и электронных ресурсов Института истории Украины НАНУ. Одновременно с этим с июня 2013 года также является профессором и заведующим отделением документоведения и управления социальными коммуникациями Национальной академии руководящих кадров культуры и искусства. После смерти прежнего руководителя П. Соханя, с декабря 2013 года был исполняющим обязанности директора, а с декабря 2014 года — директор Института украинской археографии и источниковедения им. М. С. Грушевского НАН Украины.
С 1992 года является членом коллегии Главного архивного управления при Кабинете Министров Украины. В период 1997—2000 годов был экспертом Совета Европы по международной программе «Обновление Памяти Польши». В 1998 году организовал II Международную научную конференцию «Гетман Павел Скоропадский и Украинская Держава 1918 г.». С 2001 по 2004 год являлся членом комитета Международного Совета архивов по правовым вопросам. В 2003 году был секретарём правительственного оргкомитета по празднованию 130-летия от дня рождения Павла Скоропадского.
Основными научными интересами являются различные специальные исторические дисциплины по истории Украины XVII—XX вв. (археография, архивоведение, источниковедение и др.). Большое внимание уделял источниковедению и архивоведению рода гетмана Павла Скоропадского, а также его биографии.

## Основные работы

### Книги
- Папакин Г. В. От марта до сентября. Штрихи к портрету Александры Коллонтай. — К.: Изд-во политической литературы Украины. — 1989. — 222 с.
- Папакін Г. В. Архів Скоропадських: фамільні архіви української еліти др. пол. XVII — ХХ ст. та архівна спадщина роду Скоропадських. — К., 2004. — 420 с.
- Папакін Г. В. Історія державних установ України. Урядуючі інституції ІХ — початку ХХ ст.: Лекції. — К.: Інститут історії України НАНУ, 2010. — 240 с.
- Папакін Г. В. Павло Скоропадський: патріот, державотворець, людина: Історико-архівні нариси. — К., 2003. — 282 с.
- Папакін Г. В. «Чорна дошка»: антиселянські репресії (1932—1933) / Відп. ред. Г. Боряк. — К.: Інститут історії України НАНУ, 2013. — 420 с.
- Папакін Г. В. Українські визвольні змагання 1939—1956: джерельний контент. — Вип. 1: Проблеми класифікації й змісту джерел повстанського та радянського походження / Відп. ред. Г. Боряк. — К.: Інститут історії України НАНУ, 2012. — 358 с.

### Статьи в журналах
- Боряк Г., Папакін Г. Архіви України і виклики сучасного суспільства: штрихи до колективного потрету користувача архівної інформації // Архіви України. — 2003. — № 1—3. — С. 48—52.
- Овсієнко В., Папакін Г. Діяльність Артема (Ф. А. Сергєєва) на Україні (за документами ЦДІА УРСР у м. Києві та ЦДАЖР УРСР) // Архіви України. — 1983. — № 2. — С. 52—56.
- Папакин Г. «…мы пойдем по пути всевозможных социальных экспериментов». Февральская революция 1917 г. в семейной переписке П. П. Скоропадского // Исторический архив. — М., 2002. — № 4. — С. 70—91.
- Папакин Г. Павел Петрович Скоропадский // Вопросы истории. — 1997. — № 9. — С. 61—81.
- Папакин Г. Украинский Наркомсовпроп // Вопросы истории. — 1984. — № 4. — С. 73—83.
- Папакін Г. «Озернянський архів» — нові джерела до історії українського руху Опору // Архіви України. — 2005. — № 1—3. — С. 513—515.
- Папакін Г. Архіви України в міжнародних та міжрегіональних програмах збереження культурної спадщини: досвід і перспективи // Архіви України. — 2008. — № 1—2. — С. 150—157.
- Папакін Г. Архівні документи про «чорні дошки» як знаряддя радянського геноциду в Україні в 1932—1933 роках // Архіви України. — 2008. — № 3—4. — С. 14—28.
- Папакін Г. Використання історичних джерел в археографічних публікаціях: суспільні виклики та наукові проблеми (роздуми архівознавця) // Український історичний журнал. — 2009. — № 6. — С. 135—146.
- Папакін Г. Гортаючи сторінки «Архива русской революции» // Архіви України. — 1991. — № 4. — С. 51—54.
- Папакін Г. Господарська, громадська та благодійницька діяльність роду Скоропадських у документах фамільного архіву (др. пол. ХІХ — поч. ХХ ст. // Сіверянський літопис. — 2006. — № 2. — С. 41—51.
- Папакін Г. Джерела з історії ОУН та УПА: проблеми класифікації, зміст документів повстанського походження // Український історичний журнал. — 2012. — № 4. — С. 154—171.
- Папакін Г. Джерельна та історіографічна база дослідження історії державних установ України // Архіви України. — 2008. — № 5—6. — С. 67—81.
- Папакін Г. До питання опрацювання джерельної бази дослідження українських визвольних змагань 1939—1956 рр. // Архіви України. — 2000. — № 1—3. — С. 15—21.
- Папакін Г. До питання про законодавчо-нормативне забезпечення архівування документів // Сумський історико-архівний журнал. — 2009. — № VI—VII. — С. 7—16.
- Папакін Г. До проблеми змістовного наповнення навчальної підготовки документознавців // Бібліотекознавство. Документознавство. Інформологія. — 2013. — № 2. — С. 4—8.
- Папакін Г. Документи архівосховищ Російської Федерації про М. С. Грушевського // Архіви України. — 1996. — № 1—3. — С. 87—91.
- Папакін Г. Документи ЦДАЖР УСРС про створення і діяльність Народного комісаріата радянської пропаганди УСРР у 1919 р. // Архіви України. — 1984. — № 5. — С. 63—67.
- Папакін Г. Досвід і перспективи участи України у міжнародних та регіональних програмах збереження культурної спадщини (архівний контекст) // Бібліотекознавство. Документознавство. — 2007. — № 3. — С. 6—11.
- Папакін Г. Електронна археографія: новітній напрям старої науки, її складові та стан дослідження // Бібліотекознавство. Документознавство. Інформологія. — 2012. — № 2. — С. 25—34.
- Папакін Г. Історія державних установ України: предмет, об’єкт та специфіка наукової та навчальної дисципліни // Бібліотекознавство. Документознавство. Інформологія. — 2008. — № 2. — С. 67—75.
- Папакін Г. Колекція мікрофільмів з Національного архіву Канади // Архіви України. — 1995. — № 4—6. — С. 184—188.
- Папакін Г. Листи з 1917 р.: Кореспонденція Павла Скоропадського часів Лютневої революції в Росії // Архіви України. — 2002. — № 1—3. — С. 81—111.
- Папакін Г. Механізм сталінського геноциду в 1932—1933 роках в Україні // Пам’ять століть. — 2008. — № 5—6. — С. 236—261.
- Папакін Г. Невідомий щоденник Павла Скоропадського періоду російсько-японської війни 1904—1905 років // Архіви України. — 2006. — № 1—6. — С. 412—416.
- Папакін Г. Неопубліковані сталінські директиви листопада 1932 р.: Кремль і «чорна дошка» // Український історичний журнал. — 2013. — № 6. — С. 45—57.
- Папакін Г. Нові документи про діяльність О. М. Коллонтай на Україні (лютий — вересень 1919 р.) // Архіви України. — 1986. — № 5. — С. 50—55.
- Папакін Г. Особливості герменевтичного аналізу джерел з історії ОУН і УПА // Сумський історико-архівний журнал. — № XII—XIII. — 2011. — С. 7—19.
- Папакін Г. Павло Скоропадський: перші роки еміграції // Український історичний журнал. — 2008. — № 4. — С. 81—95.
- Папакін Г. Переміщені архіви — спадщина поділеного світу // Архіви України. — 2004. -№ 3. — С. 87—89.
- Папакін Г. Перша світова війна у рефлексії Павла Скоропадського // Український історичний журнал. — 2013. — № 3. — С. 80—97.
- Папакін Г. Розвиток архівознавства і документознавства в Національній Академії наук України: науково-інформаційна та едиційна діяльність Інституту рукопису та Інституту архівознавства Національної бібліотеки України імені В. І. Вернадського (1992—2005) // Архіви України. — 2005. — № 5—6. — С. 23—31.
- Папакін Г. Сучасна українська Інтернет-археографія: основні форми та джерела електронних публікацій // Український історичний журнал. — 2010. — № 5. — С. 153—166.
- Папакін Г. Сучасний стан законодавчо-нормативного забезпечення архівування документів: погляд архівіста // Бібліотекознавство. Документознавство. Інформологія. — 2009. — № 4. — С. 7—16.
- Папакін Г. Український визвольний рух за Другої світової війни: специфіка джерельної бази // Сумський історико-архівний журнал. — 2010. — № VIІІ—IX. — С. 7—16.
- Папакін Г. Фамільні архіви української еліти: Питання камерально-археографічного та едиційного опрацювання // Архіви України. — 2004. — № 1—2. — С. 34—81.
- Папакін Г., Папакіна Т. Архівні джерела про роботу агітпоїзда імені В. І. Леніна на Україні в 1919 р. // Архіви України. — 1981. — № 4. — С. 18—21.
- Papakin H. «Blacklists» as a tool of the Soviet Genocide in Ukraine // Holodomor studies. — Vol. 1, No. 1. — Winter-Spring 2009. — P. 55—75.
- Papakin H. The Practicalities of Genealogical Research in Ukraine // Avotaynu. The international Review of Jewish Genealogy. — Vol. X, number 4. — Winter 1994. — P. 3—4.